# Art a Bhutan

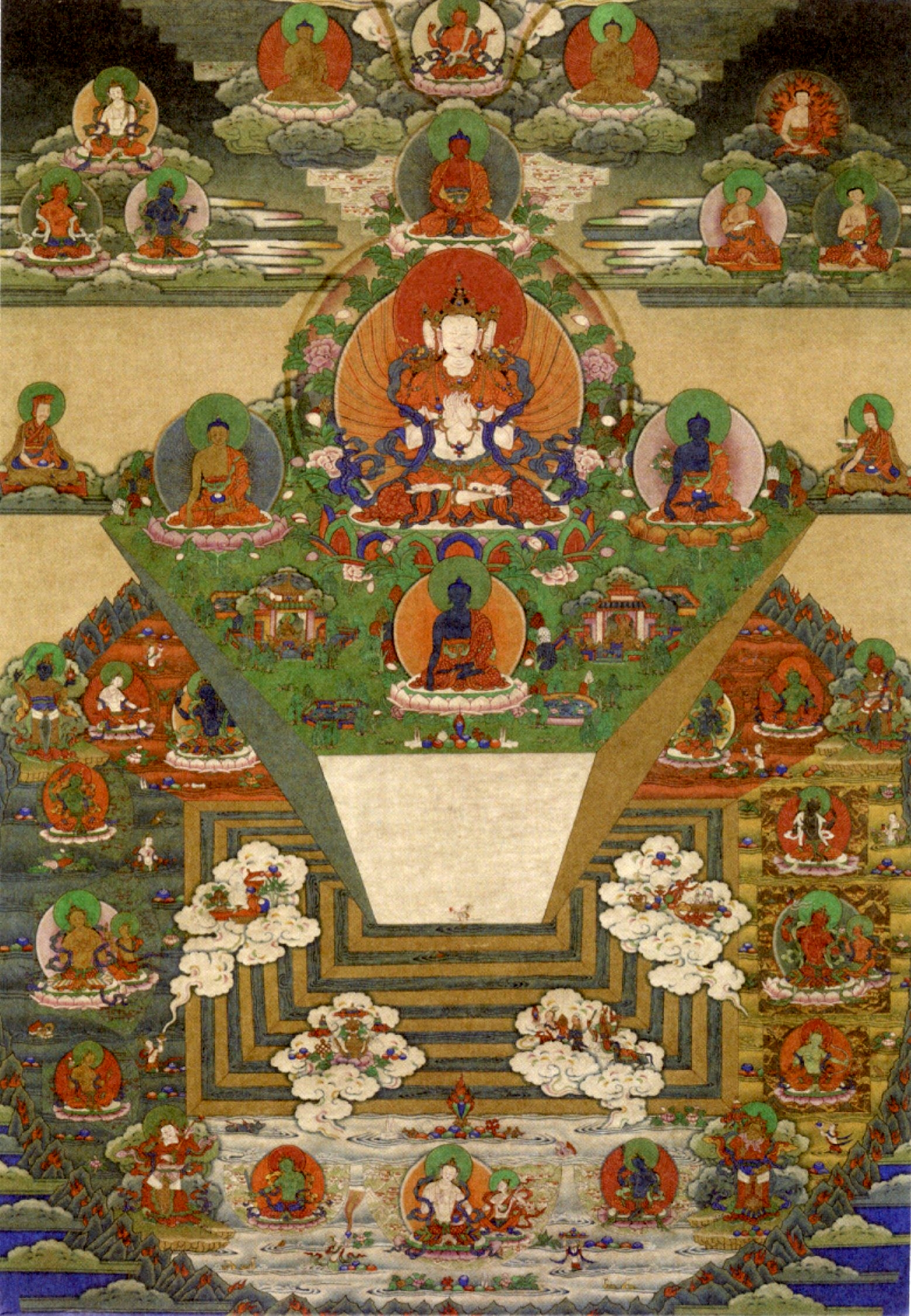
Thangka bhutanés on apareix el Mont Meru

Definim com a art de Bhutan tot aquell art que ha sigut creat en el país de Bhutan, no només incloent l’art que ha sigut format posteriorment a la seva independència de l'Índia formalment en el segle passat, sinó que des del primer moment en què s'ha conegut que hi havia pobles habitant la zona, això implicant construccions i creacions prehistòriques i prèvies al Budisme.

## Les arts tradicionals bhutaneses
Les arts al Bhutan han sigut apreciades per la forma que han tingut de representar i defensar la cultura, història i tradició del país fins al dia d’avui, perquè han pogut expressar un sentiment d’identitat en un territori com l'Himàlaia i és que tenen tanta importància i valor les arts tradicionals del país que totes les seves formes reben el nom de Zorig Chosum, que significa “Les tretze arts i artesanies del Bhutan”, una tradició que fins al dia d’avui segueix molt present en la societat del país fins al punt que hi ha encara dos centres educatius on s'ensenyen el Zorig Chosum, un d’ells es troba a Trashi Yangtse, a l'est del territori i l’altre a Thimphu, la capital.
Les tretze arts i artesanies tradicionals del Bhutan són les següents:
- Lhazo: Aquesta tradició artística és la pintura, incloent-hi totes les seves formes, sigui en Thangkas o en murals i en totes les seves representacions, siguin obres completament religioses o no, tot i que en èpoques més antigues aquesta tradició era realitzada per artistes de forma anònima.
- Jinzob: La tradició relacionada amb l’escultura rep el nom de Jinzob i és de les més importants inclús el dia d'avui, ja que en els centres on s'ensenya el Zorig Chosum és una de les que més atenció rep. Era molt conegut per la seva capacitat de crear figures de personatges del Buddhisme, majoritàriament en argila.Element decoratiu artístic al temple de Punakha Dzong

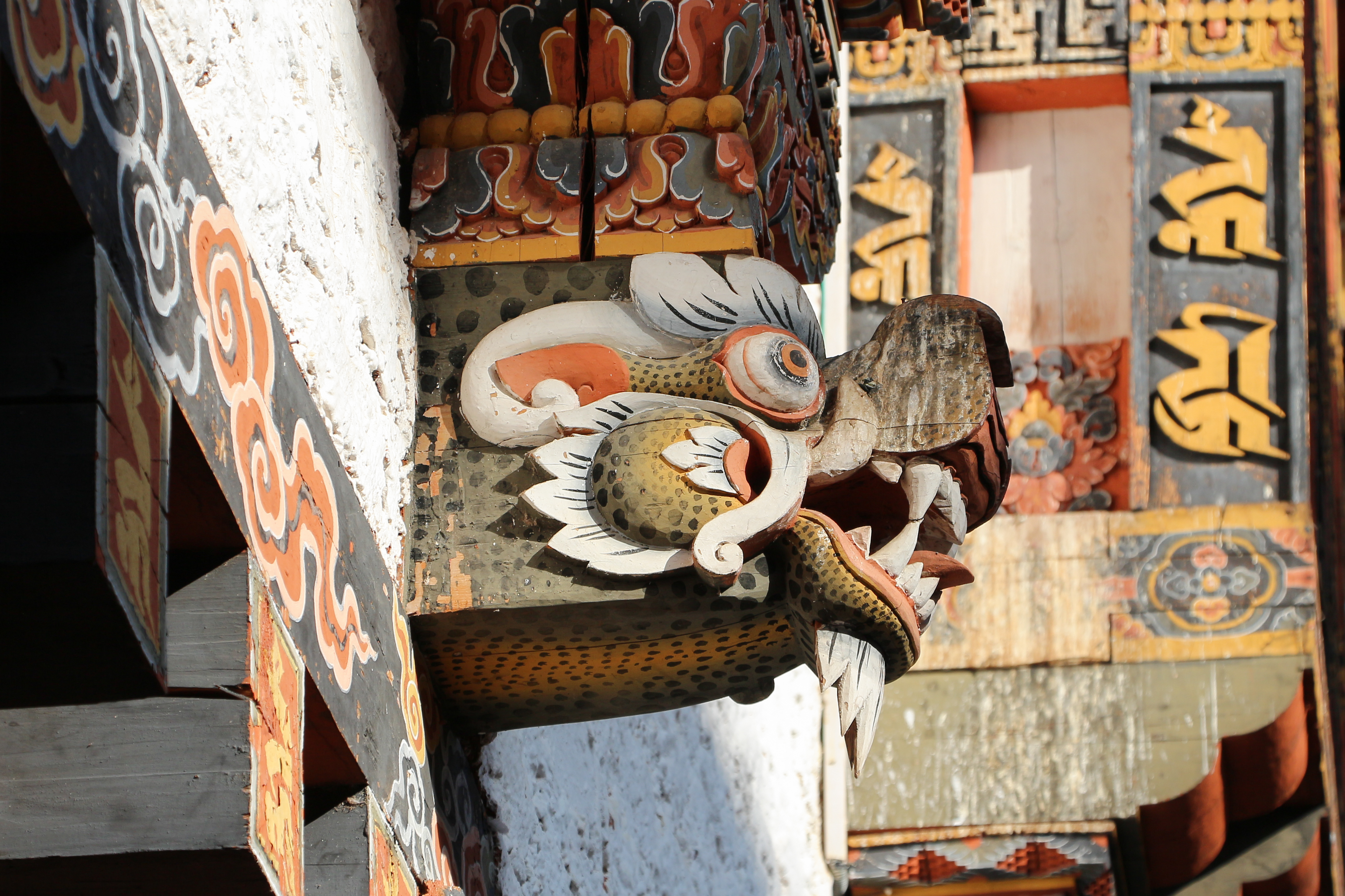
Element decoratiu artístic al temple de Punakha Dzong

- Garzo: És el procés creatiu d’objectes de ferro, en la seva gran majoria eren eines per treballar el cultiu o armes com espases. Avui dia els senyors que treballen el metall encara gaudeixen de gran popularitat, ja que en certes celebracions els homes joves i adults del país porten un ganivet tradicional que rep el nom de Dudzom.
- Parzo: El treball sobre la fusta, la pedra i altres minerals rep el nom de Parzo. És de les més famoses pel seu ús en la construcció de molts edificis o per fer certes figures.
- Deysho: La tradició artística que rep aquest nom és l’encarregada de la creació del paper, perquè per poder produir llibres i escrits culturals o religiosos era necessari la producció d’aquest material, usant per a la seva creació inclús pètals de flors o alguns vegetals.
- Thagzo: Una de les indústries històricament més importants del país és la indústria tèxtil, on inclús fins avui dia es continuen produint peces de gran valor econòmic i cultural pels materials que usen i l'exclusivitat d’aquestes peces.
- Trözo: El treball sobre les peces de joieria era igualment molt important en el país des de fa segle. No sols es basa en el treball sobre les pedres precioses sinó en la implementació d’aquestes sobre teixits o diferents espais.
- Tshazo: El bambú i la construcció d’arcs i instruments també tenia el seu propi espai, perquè com que el bambú i la canya són uns materials molt comuns a la zona doncs aquests també reben el seu art tradicional.
- Lugzo: Tot i haver mencionat el treball amb pedres precioses i altres materials de cert valor, el bronze tenia una artesania a part, perquè la seva forma de ser treballada per fer figures mereix una disciplina.
- Dozo: En el moment de construir edificis o Stupes, la forma en què es treballava la pedra era molt important i s'ensenyava per poder fer correctes construccions.
- Shingzo: Igual que s'especifica el treball amb la pedra, el treball amb la fusta pels mateixos edificis també té un espai en les tretze arts.
- Shagzo: La fusta també era un material utilitzat per la construcció d’objectes petits d’ús quotidià, perquè des de plats es construeixen fins a gots o altres elements.

- Tshemazo: Per poder fabricar i produir peces de roba, en especial certes sabates i altres elements que són usats en certes festivitats nacionals.

## Arts Pictòriques
Al Bhutan, les arts pictòriques en la gran majoria són marcades per la religió, i a més d'això trobem que estan majoritàriament en diverses formes, o bé en les parets, sobre pedra o fusta en temples o edificacions, o també sobre teles, o com es coneixen popularment, els Thangka o en manuscrits, a part de trobar moltes formes escultòriques amb pintura per sobre que li dona vida a l'objecte.
Dels primers exemples que estan datats quant a l'art pictòric refereix trobem les pintures murals del monestir Changangkha Lhakhang, a la capital Thimphu, que segons estudis aquestes pintures murals estan datades aproximadament del segle XIII i que poden ser assenyalades com les formes d’art bhutanès més antigues; tot i això, hi ha hagut molt debat donat que la connexió que sempre hi ha hagut entre el Tibet,  Nepal i Bhutan com a regions de l’Himalaya, perquè ha fet dubtar de si originalment podrien ser considerades bhutaneses o tibetanes, ja que en aquell moment Bhutan no estava unificat, no obstant fins avui dia són considerades del Bhutan perquè estan en el seu territori.

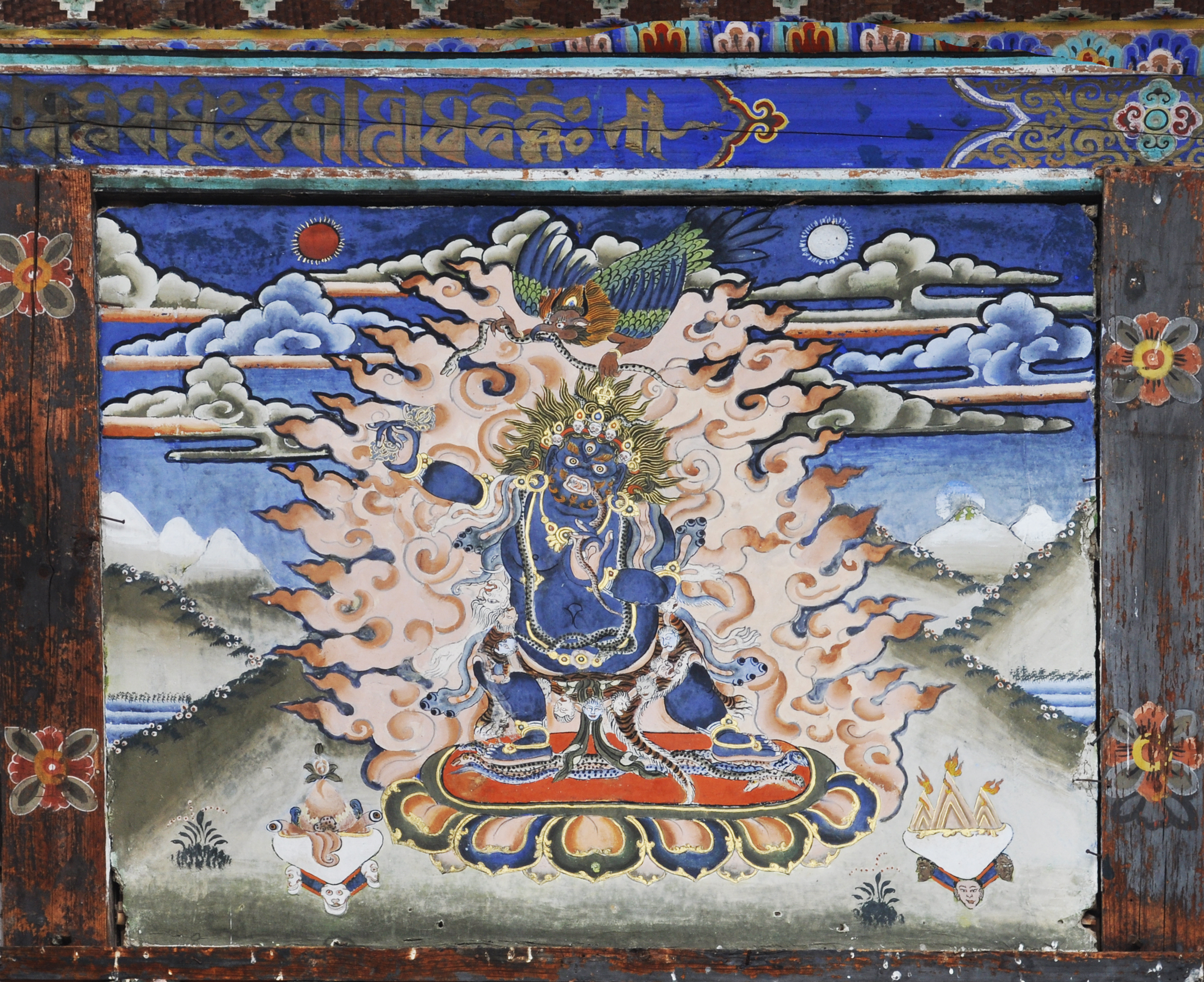
Pintura mural de Vajrapani

Un exemple, allunyat dels palaus i monestirs principals del país és el de les pintures murals que podem veure a Thadrak Goemba, un petit monestir a Thimphu on podem trobar diverses pintures en les parets del temple en molt bon estat on apareixen diverses figures relacionades amb el Buddhisme i l’Hinduisme com per exemple Dorje Phurba o Dorje Jigje envoltat de diverses divinitats, pintures les quals són datades del segle XVII-XVIII aproximadament, totes dues amb inscripcions juntament amb altres pintures que estan relacionades amb tots dos personatges mencionats anteriorment.
Als temples més grans del país, tant al Punakha Dzong com al Tashi Cho Dzong també hi ha pintures murals, no només a l'interior sinó que a les entrades dels monestirs ja hi trobem il·lustracions on apareixen diverses formes com per exemple Mandalas, representacions de figures amb importància política i religiosa dins el país i Dungkhor, unes figures en forma de roda. Quant al Thangka, segons la seva descripció és un tapís sobre el qual s'ha pintat, fent que sobre la seda o el cotó que s'utilitza per fer el tapís es puguin realitzar il·lustracions de diferentes personalitats, siguin deïtats, personalitats històriques o mandales i darrere poden incloure alguna inscripció, fent que posteriorment aquest tapís pugui ser enrotllat, guardant certa similitud amb el que sería un pergamí. Aquests tapissos podien trobar-se generalment als temples i monestirs de la zona del Himalaya, perquè era una tradició d’aquesta zona, i es podien veure tant a l’interior com a l’exterior d’aquests edificis.

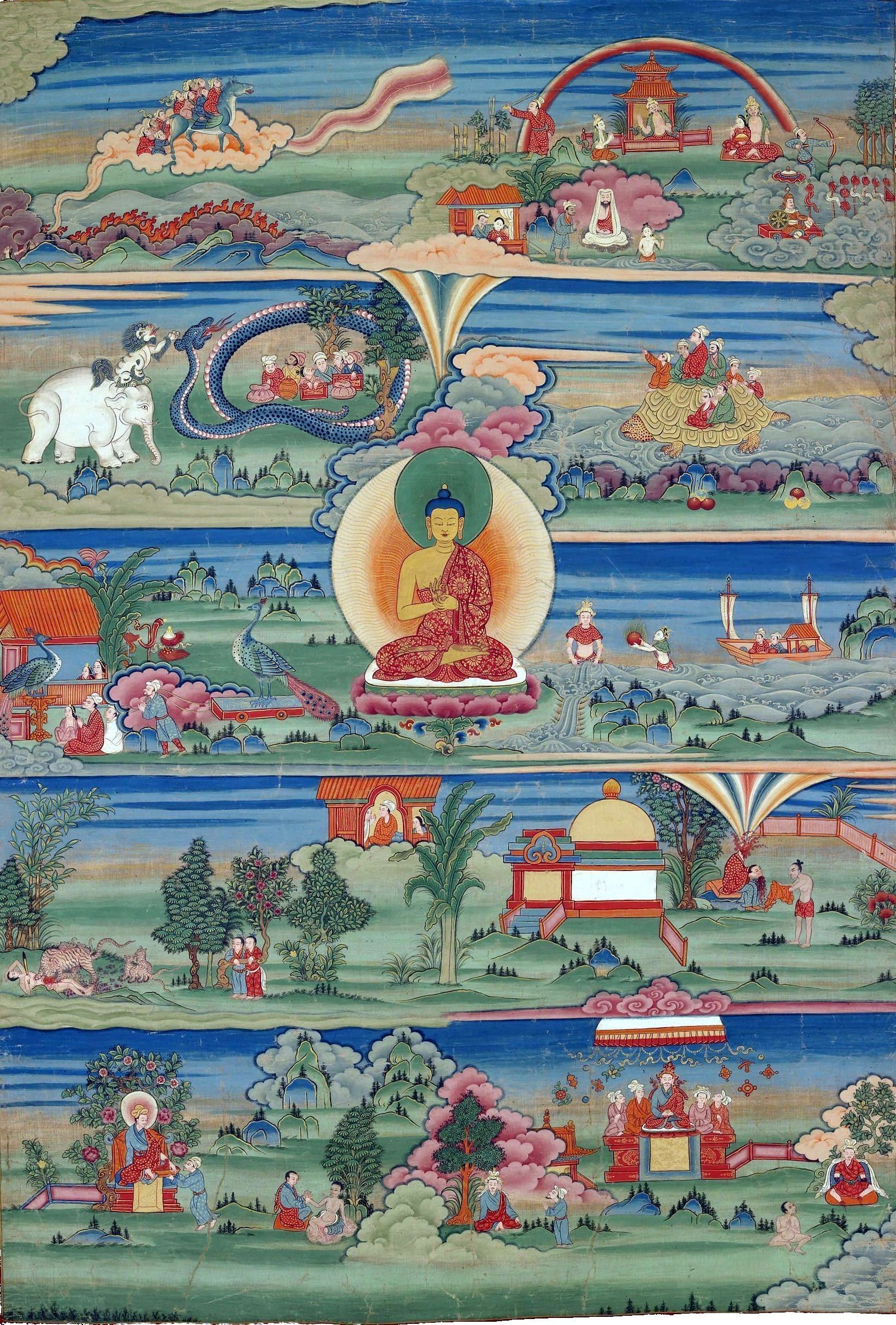
Thangka bhutanés amb figures religioses

Als Dzongs més grans del país podíem trobar Thangka que ara mateix es conserven en museus, però que en el seu moment es trobaven en aquests espais, un exemple d’això són els que es podien trobar al Punakha Dzong, que ara mateix estan a Museu d’Art de Rubin, a Nova York, doncs aquests Thangkas feien al voltant d’un metre de llargària i es representaven algunes divinitats importants com Vajrayoguini, la qual apareix en la part frontal envoltada d'altres personatges mentre que per la part posterior apareix una silueta amb forma de Stupa i altres formes. Uns altres tapissos amb personatges de certa importància de la zona de Punakha també són uns en els que apareixen dues possibles divinitats protectores de la mateixa zona, aquestes divinitats serien Damchen Gomo que protegeix la zona del nord de la vall de Punakha i Tsenchen Jagpa Melen, la divinitat guerrera del Regne del Bhutan. Un dels Thangkas més coneguts del Bhutan és aquell que és originari del Trongsa Dzong, a la regió de Trongsa, al centre del país, i que apareix el Mont Meru, una muntanya de gran importancia en el Buddhisme tibetà perquè és un espai natural totalment sagrat. En aquest tapís hi apareixen diverses figures del món del Buddhisme al voltant d’aquesta muntanya.
Com a últim punt a destacar de les arts pictòriques trobem les àmplies i extenses decoracions que es fan en molts temples a les seves zones de fusta, on des de les finestres, majoritàriament com a Rabsel, element decoratiu per decorar la part exterior de la finestra, fent que pugui entrar més llum als edificis, fins a les columnes i a les diferents parts de les fustes que aguanten l’edifici que reben noms completament diferents dels que tenen aquestes parts a Occident. Trobem que totes aquestes parts són decorades amb diversos colors amb diverses formes i figures, ja sigui des de petites figures mitològiques fins a motius florals. Entre els seus colors podem destacar el gran ús del color vermell, el blau fosc i en segons quines parts, un gran ús del color daurat.

## Monuments Funeraris

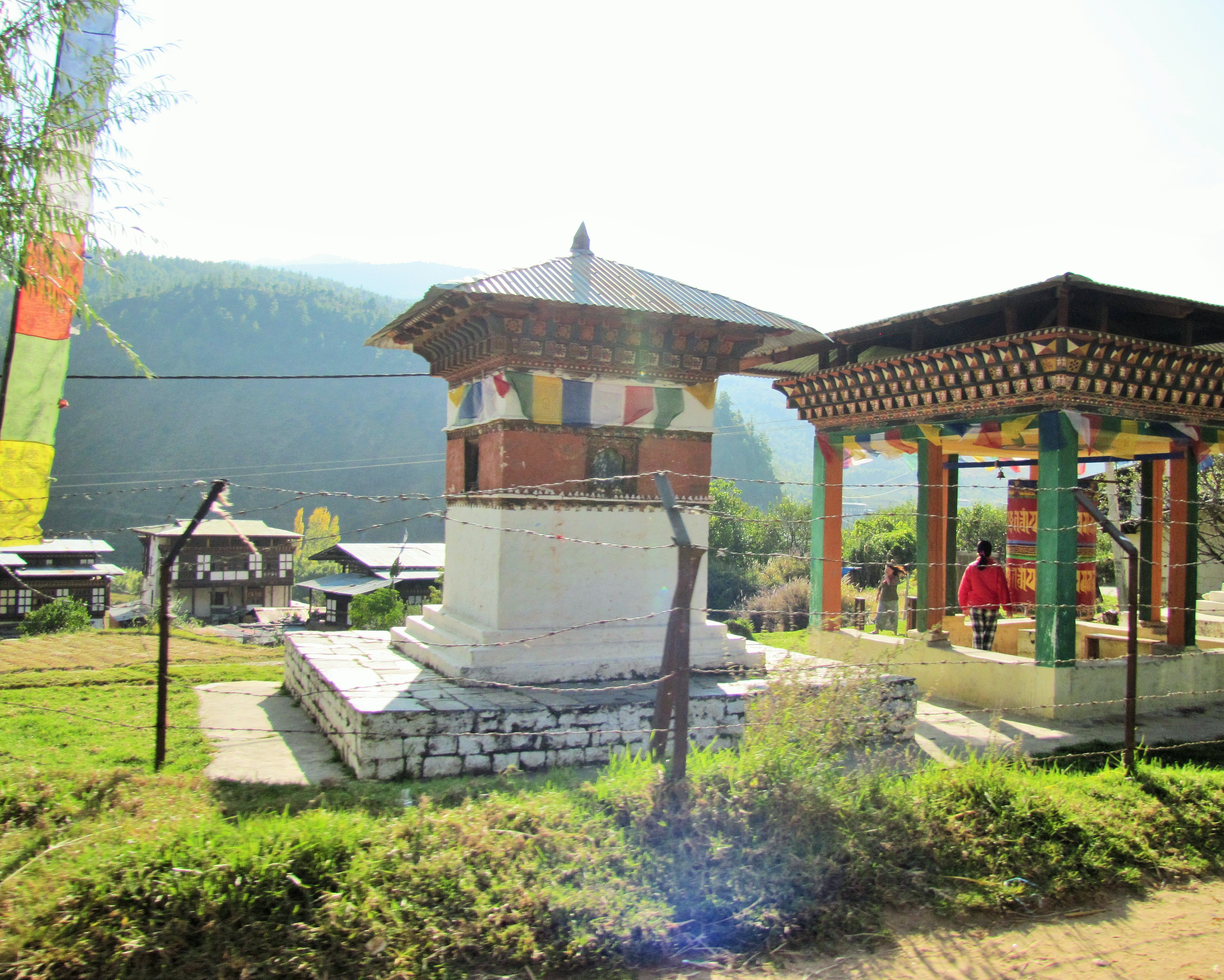
Stupa amb forma rectangular

Els monuments funeraris o Stupa en les zones habitades de l’Himàlaia són conegudes com a Chorten i realitzen la mateixa funció, perquè són construccions que la seva mida varia des dels 2 metres fins als 10 metres d’alçada amb una funció reliquiària, és a dir, amb l’objectiu de dipositar a dins les restes de persones amb importància religiosa. També se sap que la seva funció també és portar energies positives a llocs on l’energia negativa i predomina en els esperits de la zona. Aquestes construccions es troben a l'exterior i molts cops estan connectats amb altres Chorten gràcies a murs que alhora poden crear cert urbanisme a la zona on s'han ubicat aquests monuments funeraris.
Els materials amb què solen ser construïdes aquests Stupes són la pedra i fang, deixant sempre un espai buit en l'interior on s'introdueixen elements diversos com un pal de fusta de nom Sokshing que está decorat amb inscripcions i il·lustracions religioses, tot i que hi ha diverses formes en què es pot construir aquest monument, perquè les dues formes conegudes són la de Boudhanath, imitant el model que es pot trobar a la capital del Nepal, Katmandú, mentre que l'altre forma coneguda d'aquest tipus de Stupes són més aviat rectangulars, i això fa que, segons la mida, pugui recordar a un edifici budista a l'Himàlaia, inclús afegint el sostre més típic d'aquests edificis.

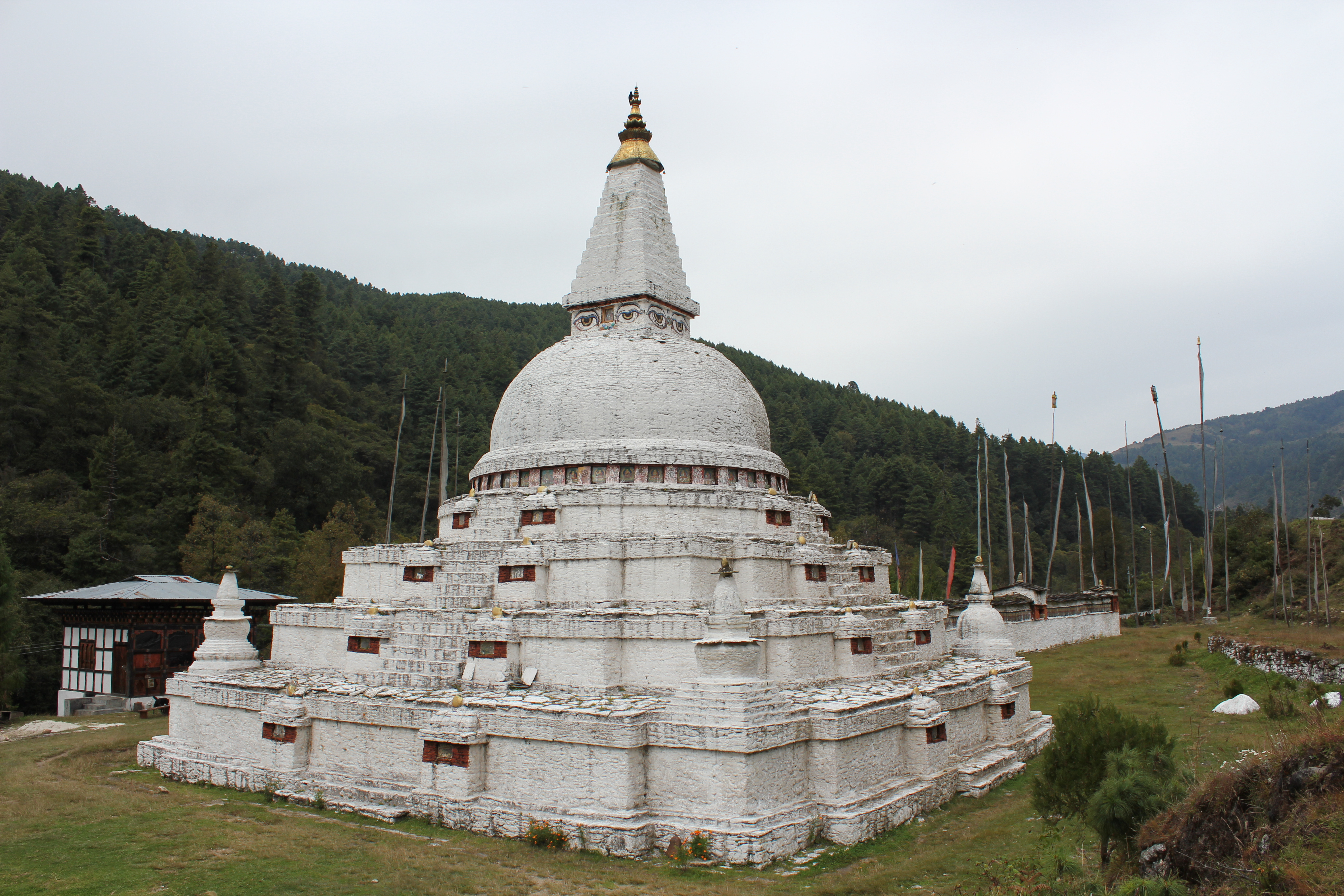
Stupa de forma Boudhanath

Al Bhutan en podem trobar milers de Chorten a tot el territori i entre els més populars trobem alguns com la gran Stupa de Trashi Yangtse, a l'est del país o el que es troba a Trongsa, més al centre de Bhutan, sent tots dos Chorten d'estil més proper al de Boudhanath, mentre que els d'aspecte rectangular es troben juntament amb els Dzong com els Chorten que es poden trobar al costat dels Dzongs de Paro o de Semtokha.

## Arquitectura

### Dzong
Rdzong (simplificat passa a ser Dzong) o Gonpa és una tipología d’edifici que trobem al Himalaya que es basa en un monestir lamaísta, originari del Tibet, que es troba sempre fortificat, per la qual cosa des de l’exterior manté sempre una aparença que ens pot recordar a un castell. És l’espai on es concentra el poder religiós, administratiu i polític de cada antic feu, i per això trobem que en tot el país hi ha 32 Dzong, cadascun amb el seu monjo que administra el monestir, que rep el nom de Dzongpen o Penlop, persona que alhora per realitzar aquest càrrec, rep el títol de Senyor de la llei o Trim-po. Tot això s'enllaça amb el fet que aquests espais van ser en el seu moment la seu d’aquests antics feus. Això no obstant, avui dia el país del Bhutan s'organitza en 20 districtes, i per això la seva funció ja no se centra en la política sinó com a centres culturals i religiosos del país.
Entre els Rdzong més populars del país hi trobem el de l’actual capital, Timpu, amb el nom de Tashi Cho Dzong, i el monestir que es troba a la ciutat de Punakha, que rep el nom de Punakha Dzong.
Cal tenir en compte que igual que Dzong és el nom usat per a anomenar als monestirs i per les fortificacions, aquest és un terme que també ha sigut usat en diverses zones del Himalaya per anomenar als seus districtes i alhora per donar nom a l’idioma del Bhutan, el Dzong-kha o per exemple l’Assemblea Nacional del país, que rep el nom de Dzong-du.

#### Tashi Cho Dzong

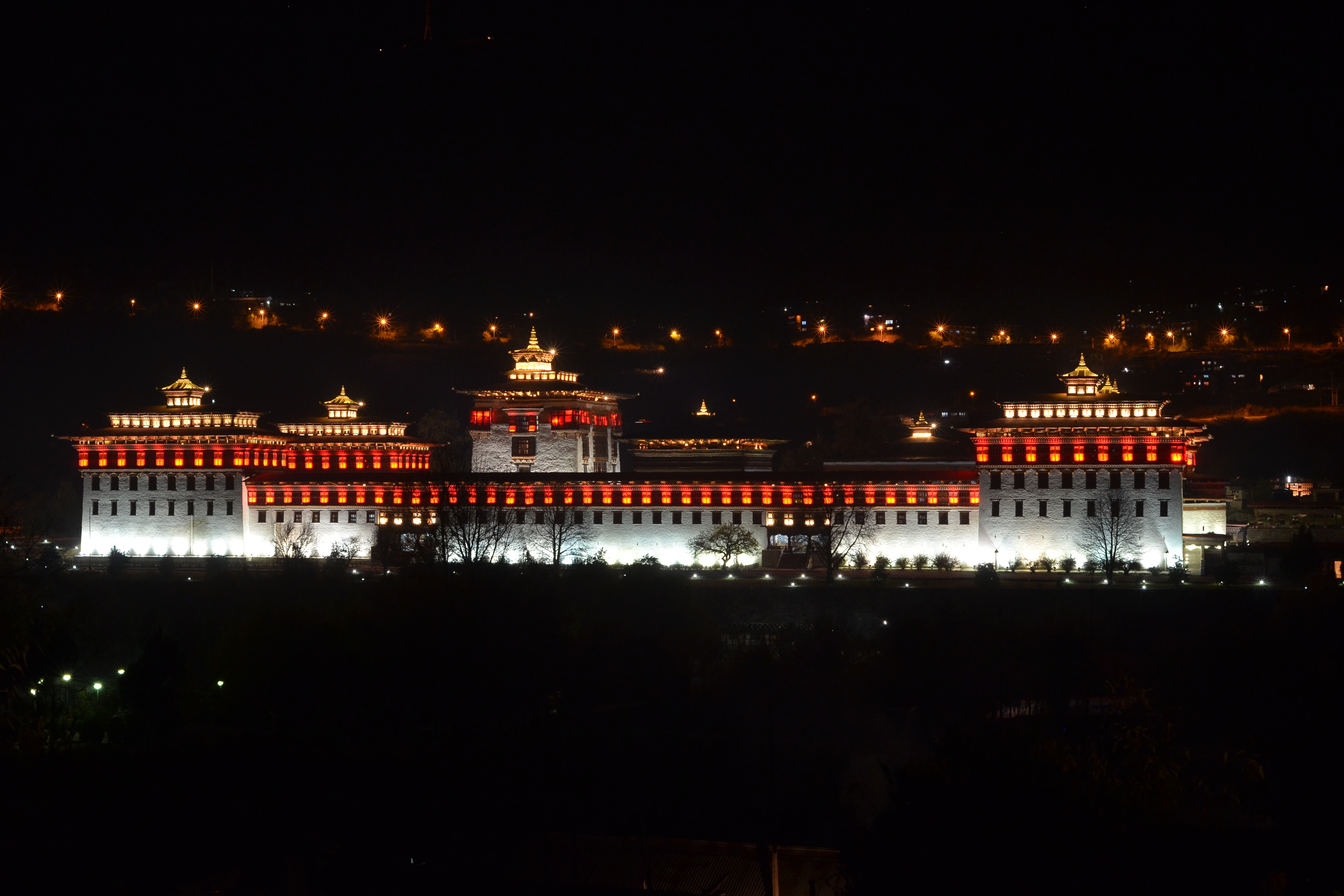
Vista nocturna del monestir

És el gran monestir de la capital del país, Thimphu, i se situa al nord d’aquesta, just al costat del riu més important de la ciutat, el riu Wang Chu que travessa tota la ciutat. Va ser un edifici construït al segle XVII per una de les figures més importants del país històricament, Shabdrung Ngawang Namgyal, unificador de l'actual Bhutan. Tot i que l’edifici va ser manat a construir aquell segle, centenars d’anys abans, des del segle XII exactament, en el mateix espai hi havia un altre monestir, un Dzong que rebia el nom de Dho Ngon Dzong, fins que amb l’arribada de Ngawang Namgyal aquest edifici va ser renombrat i alhora reestructurat per poder tenir fins al dia d'avui el conegut com a Tashi Cho Dzong.

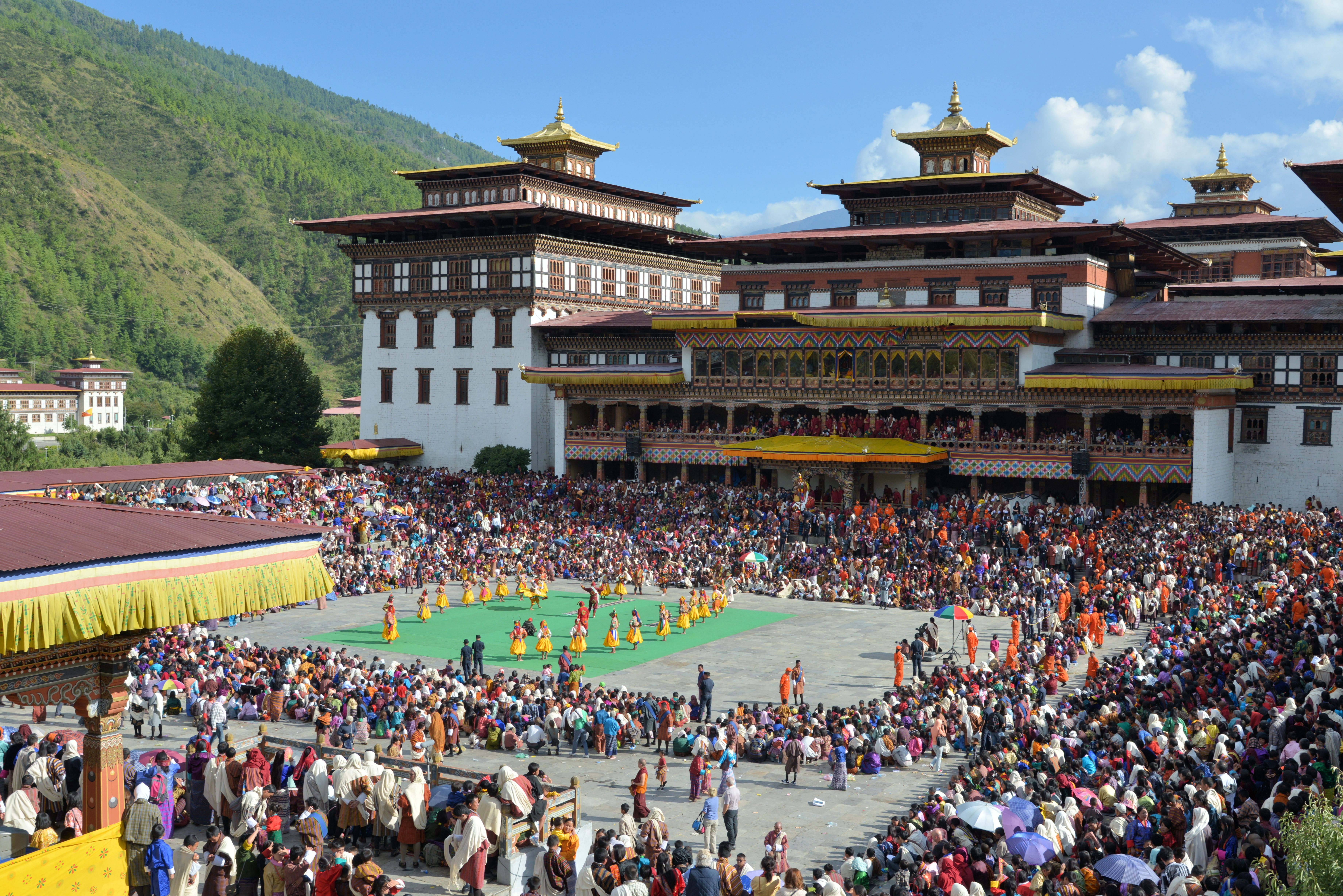
Celebració de festivitat en l'interior del temple

En aquest monestir de gran importància es van dur a terme diferents actes, entre ells el trasllat de la seu del govern del país el 1962, ja que uns anys previs la capital del país va passar de Punakha a Thimphu. També es va signar la constitució del país el 18 de juny de l’any 2008, constitució la qual estava acompanyada de detalls d’or i de figures de Buddha, Padmasambhava i de Shabdrung Ngawang Namgyal. No només s'han viscut esdeveniments històrics pel país, sinó que a més a día d’avui es celebren diferents festivitats anuals com per exemple el festival del Thimphu Tshechu que dura 3 anys, on es poden veure actuacions tradicionals i diferents balls.

#### Punakha Dzong

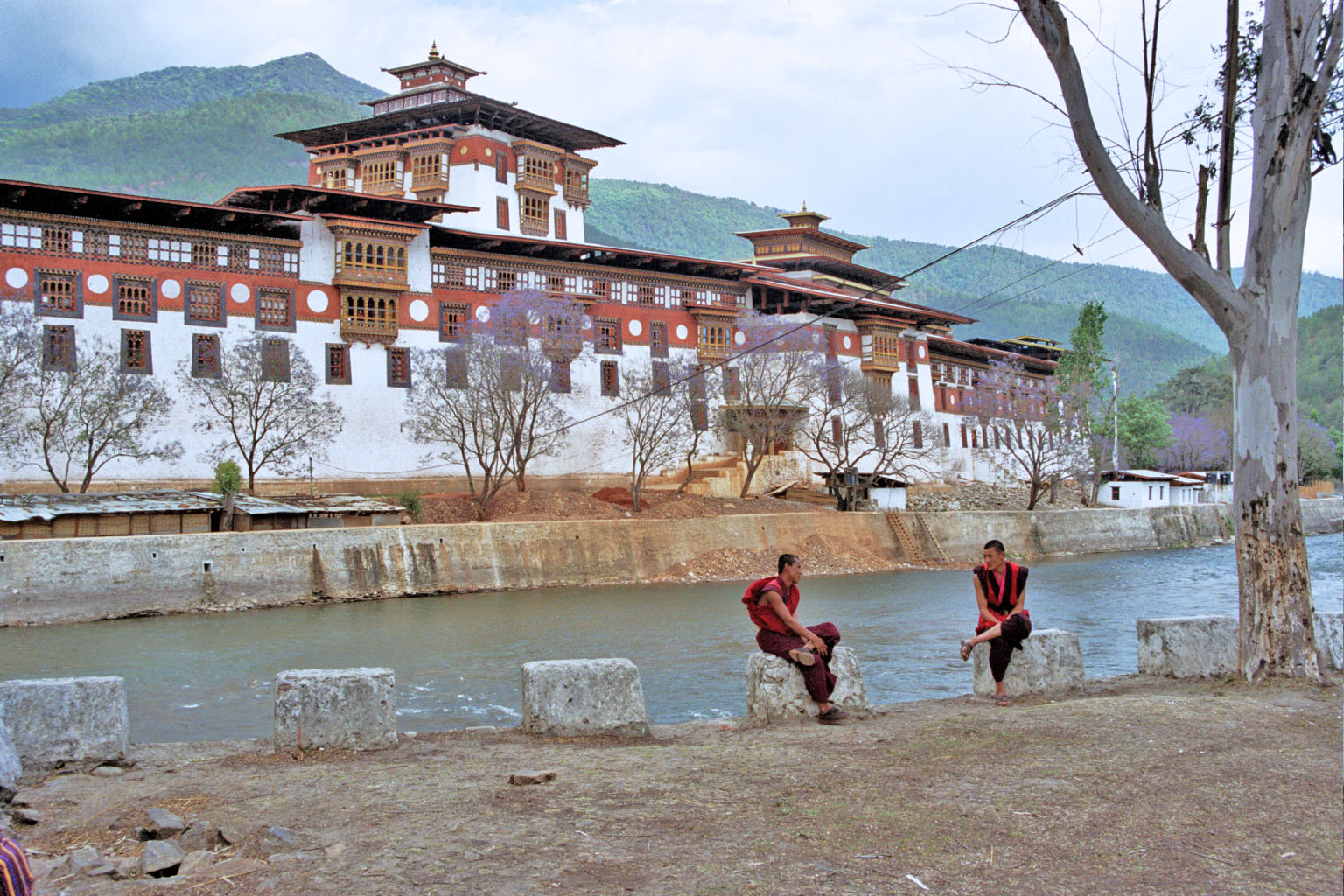
Vista exterior del temple

El gran temple de la ciutat de Punakha, a l'est de Timbu, representa la importància que va tenir la ciutat en temps passats, perquè Punakha era la capital del Regne durant l’hivern. Va ser construït al segle XVII per ordre de Shabdrung Ngawang Namgyal amb punts a destacar que el poden diferenciar de la resta dels Dzong del país. Per començar a parlar del monestir cal mencionar que mentre que la resta de temples del país es troben edificats al mig de valls pel terreny muntanyós del país, Punakha destaca per estar construït entre dos rius, el riu Mo Chhu i el riu Pho Chhu, que són coneguts popularment com a “Mare” i “Pare” respectivament, i per això ja des d’una perspectiva popular aquest lloc rep atributs femenins i masculins gràcies a una visió pre-budista, més aviat una visió totalment animista de les cultures prèvies, a tot això se li suma que l’espai ha sigut relacionat algun cop amb algun mite fundacional.
Com a dades tècniques de l’edifici trobem que fa 180 metres de llargada i 72 metres d’amplada, estant el temple orientat cap al nord. Es pot accedir a través d’uns ponts que van ser construïts perquè hi ha èpoques de l’any en què és més difícil accedir al lloc pel cabal dels rius.

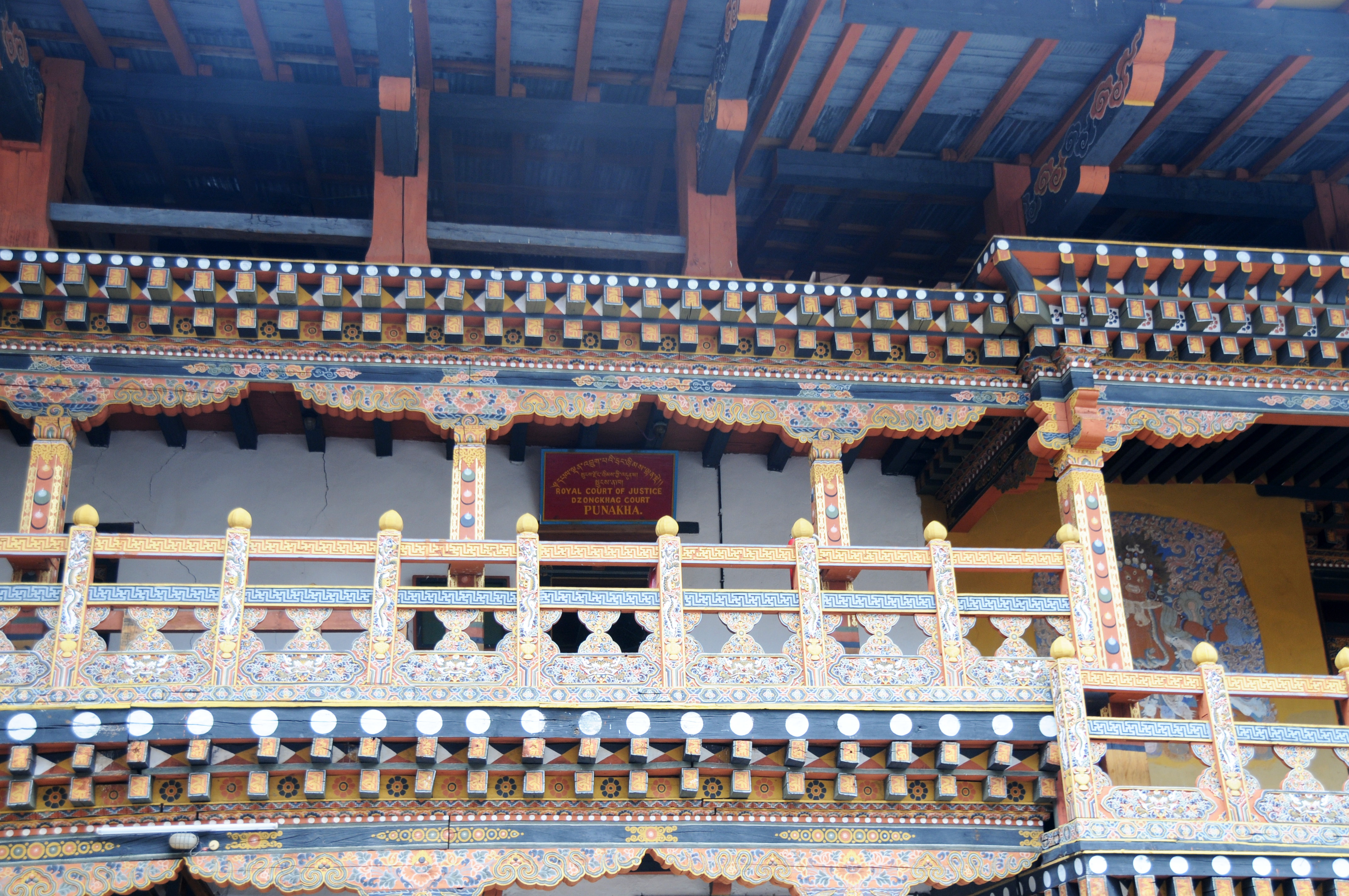
Espai del temple amb decoració

Només amb accedir-hi al temple podem trobar diverses figures, personatges i formes i entre elles les que més destaquen són les Dungkhor, una mena de rodes amb molta importància simbòlica pel seu contingut religiós, i amb representacions dels Quatre Reis Guardians en unes pintures de les parets del temple. L'edifici en total està format per tres patis i diverses sales, a més de tenir fins a sis pisos, tot i que l'edifici ha patit diverses renovacions, ja que hi ha hagut terratrèmols que han afectat l'edifici, en especial l'any 1897 que va patir fortes afectacions en l'estructura de l'edifici, fins que l'any 1986 es van començar les últimes renovacions de l'espai fins al 1999.
Aquest monestir amb una gran torre central gaudeix de gran importància en el país ja que és el lloc on s'han donat moments importants de la monarquia, el més recent va ser el casament entre els dos actuals reis del país, Jigme Khesar Namgyel Wangchuck i la reina Jetsun Pema.

## Art contemporani
Tot i que el principal atractiu artístic del país sigui l'art budista realitzat en temps passats, l'art contemporani també té gran pes al país. Entre les personalitats artístiques més reconegudes del país trobem a Zimbiri, una dona nascuda a la capital de Bhutan l'any 1991 i que va fer història quan en el 2015 va ser la primera dona a realitzar una exposició individual al país, aquesta realitzada a la capital Timbu al Museu Tèxtil Reial. Les obres de Zimbiri es basen principalment en tigres, jugant amb aquest animal i els seus colors per fer diferent formes, tot i que en els seus inicis veiem que feia obres de màscares, natura o altres tipus d’imatge, a més d’algun cop haver realitzat dissenys decoratius sobre objectes comercials com pot ser una bossa de la marca Louis Vuitton.
Un altre artista contemporani del país és Phurba Namga, aquest amb menys popularitat que Zimbiri, amb unes obres artístiques que barregen la cultura i escenes tradicionals del país amb coets.
Com a organitzacions que defensen i procuren per l’art contemporani a Bhutan trobem la VAST (Voluntary Artist Studio Thimpu) un grup fundat l’any 1998 i reconeguda com a Societat Civil Organitzada el 2014 amb l’objectiu de poder ajudar noves figures artístiques del país a poder créixer i donar a conèixer el seu treball. Compta amb una llarga llista d’artistes els quals poden ser coneguts a la seva pàgina web. No només dona suport i reconeixement als artistes plàstics i pictòrics, sinó que a més té un espai dedicat també als fotògrafs i gent dedicada a la imatge.
Una altra organització que avui dia col·labora en gran manera amb els artistes actuals del país és la Royal Textile Academy of Bhutan, també conegut com el Museu Tèxtil de Bhutan, fundat l’any 2013 presidit per una de les reines del país, Sangay Choden Wangchuck, i és un espai amb diversos objectius. El primer d’ells és la conservació, exposició, cura i restauració d’obres arribades dels Dzongs i altres monestirs de tot el país. El segon objectiu és l’exposició d’obres d’artistes tèxtils actuals, trobant des d’exposicions permanents fins a exposicions temporals d’artistes locals o propers al territori, majoritàriament relacionats amb l’art tèxtil, no obstant s'han fet diverses exposicions que estan relacionades amb altres disciplines artístiques fins i tot amb origen d'altres països, ja que es va realitzar una exposició l’any 2014 que parlava dels castells de la República Txeca. El tercer i últim objectiu de la Royal Textile Academy és la formació d’artistes en el camp de l’art tèxtil, donant a aquestes artistes un espai on poder formar-se en aquesta disciplina i alhora tenir un espai on poder desenvolupar i treballar tot el que s'ha après.